# Hog (revue)
Hog (arménien : Հօկ) est une revue d'inspiration communiste publiée à Paris par la Section française du Comité de secours pour l'Arménie (HOG) à partir de février 1933 et qui est son organe officiel. Elle disparaît en décembre 1935.

## Historique
Hog est une revue publiée par la Section française du Comité de secours pour l'Arménie à partir de février 1933.
Parmi ses rédacteurs, on compte Kourken Tahmazian ou encore David Davidian ; parmi ses contributeurs, on trouve Missak Manouchian, Archag Tchobanian, Zabel Essayan, Dérenik Demirdjian, Gurgen Mahari, etc. Elle tire entre 1 500 et 3 000 exemplaires par numéro.
La revue, comme l'organisation qui la publie, cherchent à faire le lien entre les Arméniens de France et l'Arménie soviétique, et notamment à communiquer à propos de la vie des Arméniens soviétiques, en particulier leur activité culturelle. Véritable instrument de propagande, elle rapporte des nouvelles triomphantes d'Arménie, publie les récits des premiers voyageurs accrédités comme Zabel Essayan, des textes d'écrivains de la FRA ralliés au régime soviétique (comme Avetik Issahakian ou Aksel Bakounts), des comptes-rendus des fêtes de commémoration des anniversaires soviétiques (29 novembre, 1er mai), etc.. Comme le note Claire Mouradian, « tout le contenu du journal distille l'image d'une patrie idéale », afin notamment d'encourager à l'émigration vers l'Arménie, mais aussi de lever des fonds.
Hog s'intéresse aussi beaucoup à la diaspora arménienne en France, publiant surtout des articles sur les aspirations patriotiques et d'émancipation des ouvriers arméniens. Elle critique régulièrement la Fédération révolutionnaire arménienne, anti-soviétique.
La revue publie des articles de littérature (poèmes, prose) d'auteurs arméniens et non-arméniens, des articles littéraires, sur le théâtre, la musique, les beaux-arts.
La revue disparaît en décembre 1935. Le journal Zangou, lancé en juin de la même année, prend plus ou moins sa succession.